# Алгебра подій
Алгебра подій  в  теорії ймовірностей — алгебра підмножин простору елементарних подій {\displaystyle ~\Omega }, елементами якого служать елементарні події.
Як і належить алгебрі множин, алгебра подій містить неможливу подію (порожня множина), замкнену відносно теоретико-множинних операцій, виконаних у скінченному числі. Достатньо щоб алгебра подій була замкнута відносно двох операцій, наприклад, перетину і доповнення, з чого відразу випливає її замкнутість відносно будь-яких інших теоретико-множинних операцій. Алгебра подій, замкнута щодо скінченного числа теоретико-множинних операцій, називається сигма-алгеброю подій.
У теорії ймовірностей зустрічаються такі алгебри та сигма-алгебри подій:
- алгебра скінченних підмножин {\displaystyle ~\Omega };
- сигма-алгебра скінченних підмножин {\displaystyle ~\Omega };
- алгебра підмножин {\displaystyle \mathbb {R} ^{n}}, утворена кінцевими об'єднаннями інтервалів;
- сигма-алгебра борелівських підмножин топологічного простору {\displaystyle ~\Omega }, тобто найменша сигма-алгебра, що містить усі відкриті підмножини;
- алгебра циліндрів в просторі функцій і сигма-алгебра, породжена ними.

Алгебри та сигма-алгебри подій — це області визначення ймовірності {\displaystyle \mathbf {P} } . Якщо {\displaystyle \mathbf {P} (x)=0}, то подія  {\displaystyle x\subseteq \Omega } називається неможливою подією;  якщо {\displaystyle \mathbf {P} (x)=1} , то подія {\displaystyle x\subseteq \Omega } називається достовірною подією;

Подія {\displaystyle A+B}   або  {\displaystyle A\cup B} , полягає в тому, що з двох подій  {\displaystyle A} і  {\displaystyle B}  відбувається принаймні одна, називається сумою подій {\displaystyle A} і   {\displaystyle B} . 

Будь–яка сигма-адитивна ймовірність на алгебрі подій однозначно продовжується до сигма-адитивної ймовірності, визначеної на сигма-алгебрі подій, породженій даною алгеброю подій.